# Liste des chemins de fer à crémaillère
Pour un article plus général, voir Chemin de fer à crémaillère.

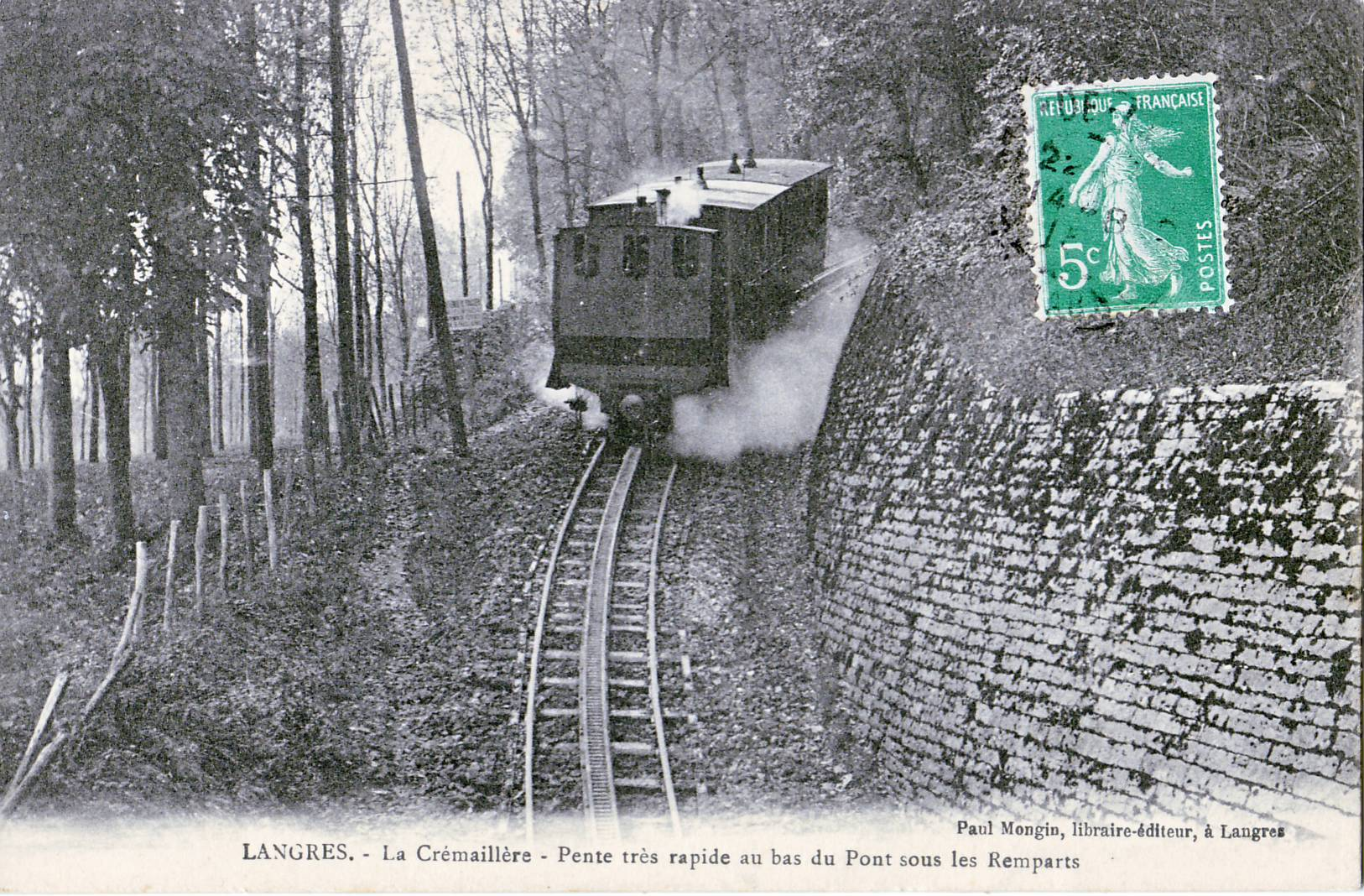
La crémaillère de Langres système Riggenbach (supprimée en 1971)

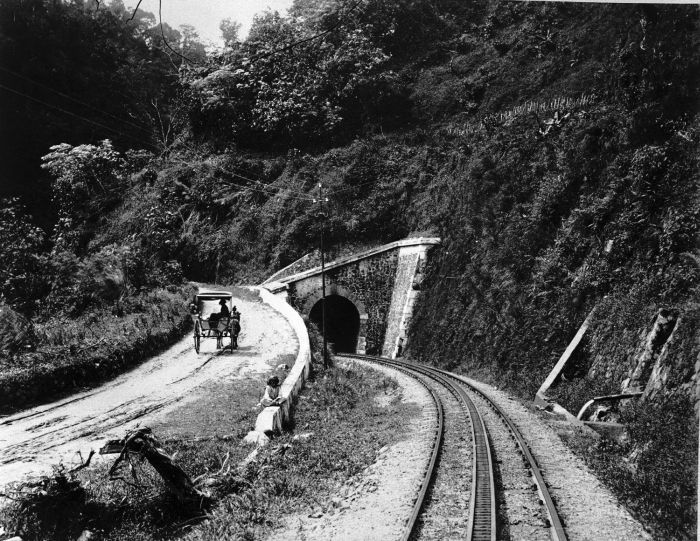
Indonésie

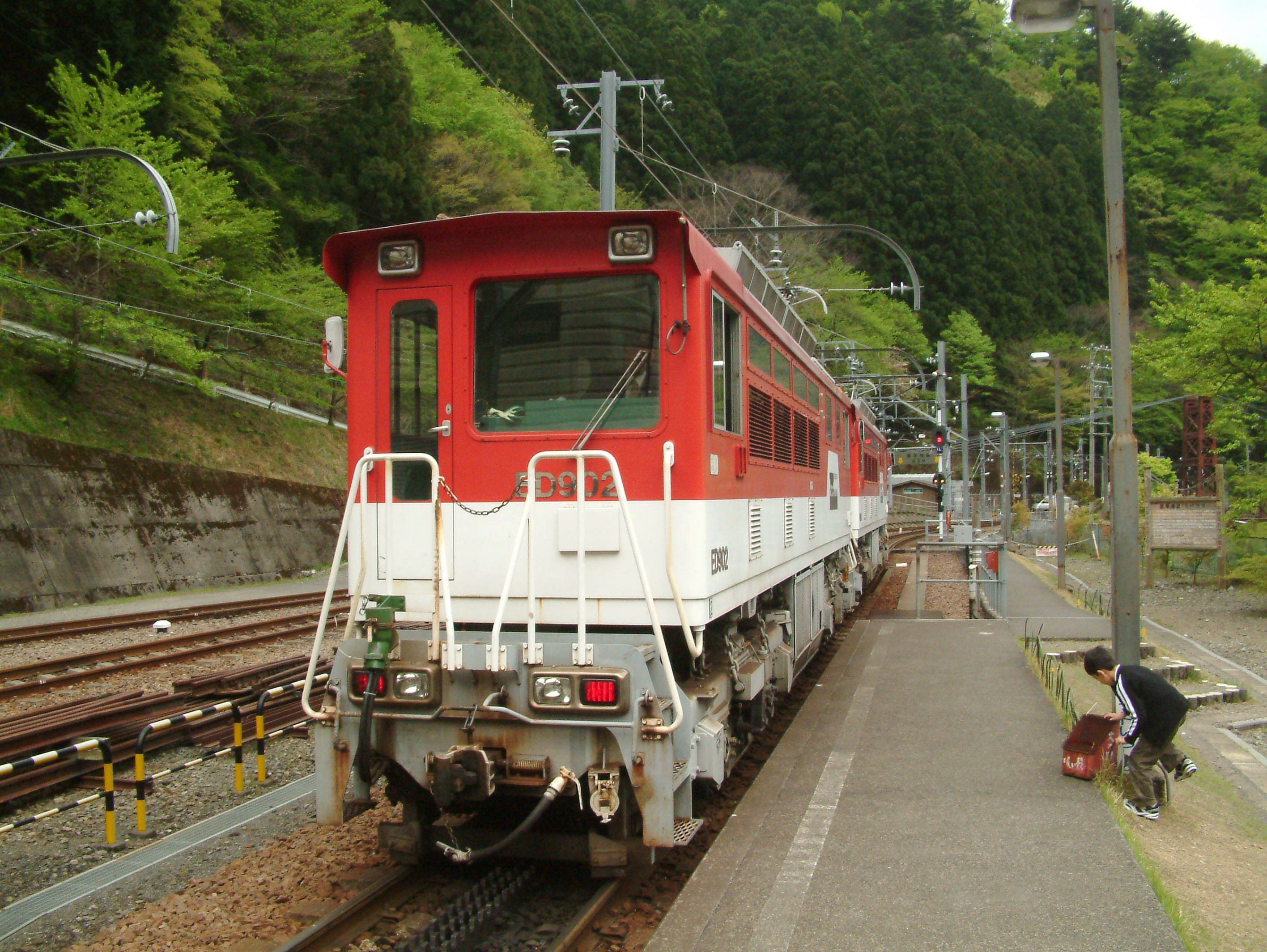
Japon

Cet article contient la liste des chemins de fer à crémaillère du monde.

## Afrique

### Angola
Chemin de fer de Benguela, dans les gorges de Lengue. Exploité entre 1909 et 1948.

### Guinée-Bissau
1 ligne

### Afrique du Sud
- NZASM. Section entre Waterval Onder et Waterval Boven (province du Mpumalanga). Crémaillère Abt. Exploitée de 1896 à 1936.

## Amérique

### Argentine
- Chemin de fer Transandin Argentin, entre Mendoza et Los Andes (Chili). Neuf sections Crémaillère Abt côté argentin. Exploitée de 1910 à 1984.
- Chemin de fer du Nord Argentin

### Bolivie
- Chemin de fer Arica - La Paz. Crémaillère Abt à deux lames. Ouvert en 1912.
- Ligne de Rio Mulatos à Potosí.

### Brésil
- Chemin de fer du Corcovado, à Rio de Janeiro. Crémaillère Riggenbach. Exploité depuis 1884.
- Chemin de fer de Santos à Jundiaí (État de São Paulo). Entre Raiz da Serra et Paranapacaiba. Crémaillère Abt à 3 lames. Exploité depuis 1974, en remplacement d'un système funiculaire.
- Chemin de fer de Petrópolis (État de Rio de Janeiro). Entre Vila Inhomirim et Petrópolis. Crémaillère Riggenbach. Exploitée entre 1883 et 1965.
- Chemin de fer de Theresopolis (État de Rio de Janeiro). Entre Guapimirim et Theresopolis. Crémaillère Riggenbach. Exploitée entre 1908 et 1957.

### Chili
- Chemin de fer Arica - La Paz. Crémaillère Abt à deux lames. Ouvert en 1912.
- Chemin de fer Transandin Chilien, entre Mendoza et Los Andes (Chili). Sept sections à crémaillère Abt à 3 lames côté chilien. Exploitée de 1910 à 1984.

Crémaillère de Santiago du Chili
- 2 autres lignes

### États-Unis
- Chemin de fer du Mont Washington, dans le New Hampshire, construit en 1869. C'est le seul chemin de fer au monde entièrement construit sur un viaduc en bois, long de 5,2 km. Le "Cog Railway" était le projet de train à crémaillère de Sylvester Marsh.
- Chemin de fer du Manitou et Pikes Peak, Railway dans le Colorado. Crémaillère Abt.
- 3 autres lignes

### Mexique
- Mapimí Railroad dans l'État de Durango. Tronçon à crémaillère Abt à deux lames entre El Cambio et Ojuela[2].

### Panama
- Les grands bateaux sont déplacés dans les écluses du canal de Panama par des locomotives électriques surnommées mulas (mules) circulant sur des voies à crémaillère.

### République Dominicaine
1 ligne

### Venezuela
- Ligne de Puerto Cabello à Valencia. Crémaillère Abt à trois lames. Exploitée de 1886 à 1955 environ.

## Asie

### Inde
- Nilgiri Mountain Railway (Tamil Nadu). Tronçon entre Mettupalayam et Coonoor. Crémaillère Abt à 2 lames. Mis en service en 1899.

### Indonésie
- Ambarawa Rack Railway (Java central). Section entre Jambu et Secang. Crémaillère Riggenbach. Mis en service en 1973. Partiellement exploité dans le cadre du musée du chemin de fer d'Ambarawa.
- Ligne de Padang à Sawahlunto (Sumatra occidental).
- Ligne de Sawah à Loento.
- une autre ligne (Aceh).

### Japon
- Ligne Ikawa de la compagnie Ōigawa Railway (préfecture de Shizuoka). Section entre les gares d'Abt Ichishiro et Nagashima Damu. Pente de 90 ‰, longueur 1,5km. Crémaillère type Abt à 3 lames. Cette section a été reconstruite et introduit la crémaillère le 2 octobre 1990 car l'ancienne voie a été submergée par le barrage de Nagashima.
- Ligne principale Shin'etsu (préfectures de Nagano et de Guma). Section entre Yokokawa et Karuizawa passant par le col d'Usui. Pente de 67 ‰, longueur 11,2km. Crémaillère type Abt. Cette section a été exploitée avec crémaillère entre 1893 et 1963.

### Liban - Syrie

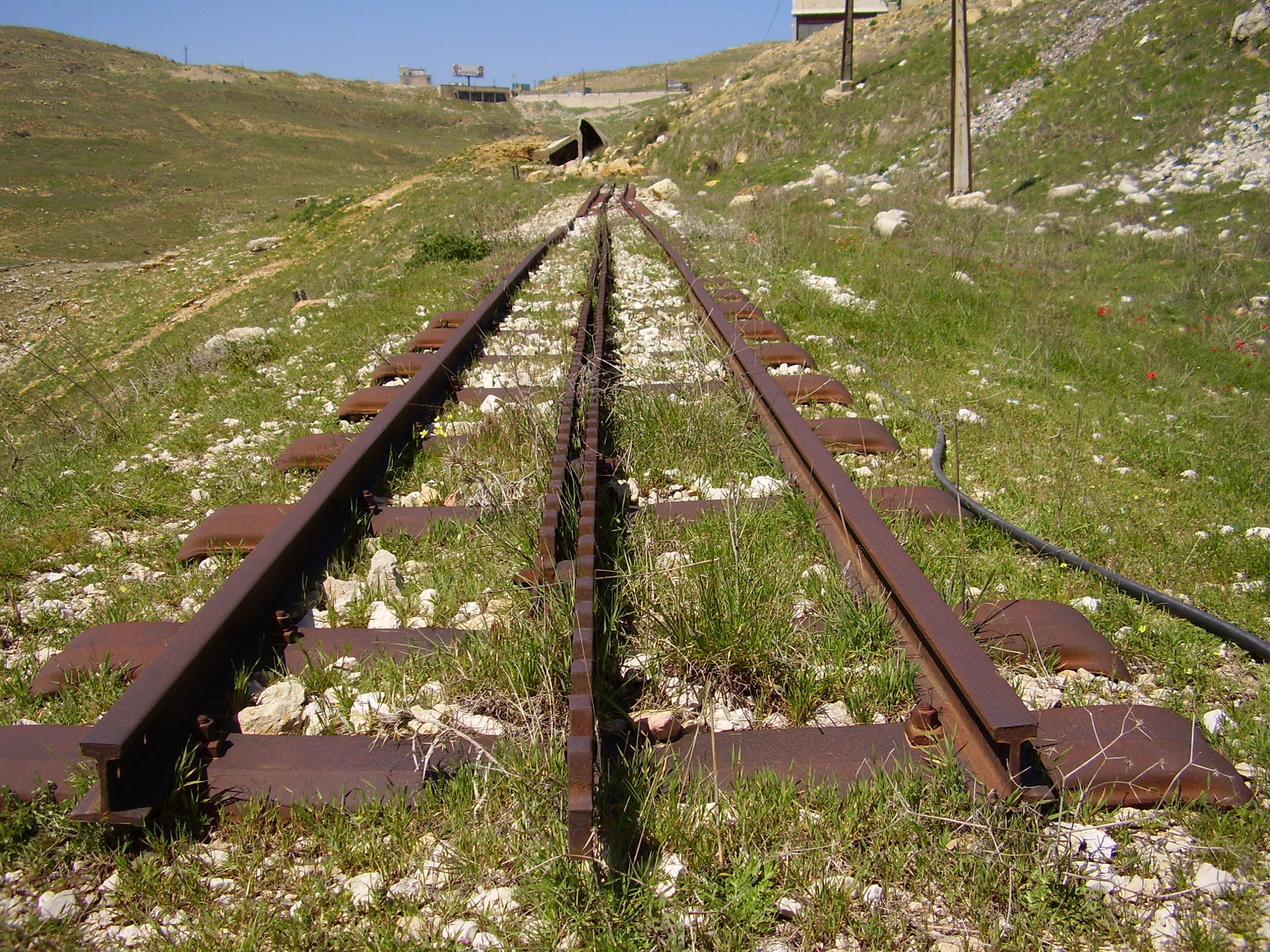
Voie à crémaillère sur la ligne Beyrouth - Damas

- Chemin de fer de Beyrouth à Damas. Crémaillère type Abt à 2 lames. Mis en service le 3 août 1895. L'exploitation de la partie libanaise a été interrompue par la Guerre du Liban.

### Pakistan
1 ligne

### Philippines
1 ligne

### Viêt Nam
1 ligne déposée partiellement
- Thap Cham - Dalat : Crémaillère Abt, de 1928 à 1964

## Europe

### Allemagne
L'Allemagne a eu jusqu'à 43 lignes de chemins de fer à crémaillère.

#### Bade-Wurtemberg
- Königlich Württembergische Hüttenwerke à Wasseralfingen. Crémaillère type Riggenbach. Exploité de 1876  à 1924.
- Höllentalbahn. Section entre Hirschsprung et Hinterzarten. Crémaillère type Riggenbach. Ouvert en 1887. La crémaillère a été supprimée en 1932 à la suite de l'amélioration des performances du matériel roulant.
- Echazbahn (ligne de Reutlingen à Schelklingen). Section entre Honau et Lichtenstein. Crémaillère type Riggenbach. Exploitée de 1893 à 1969.
- Murgtalbahn (ligne de Rastatt à Freudenstadt). Section de Friedrichstal à Freudenstadt. Crémaillère type Riggenbach-Klose. Ouvert en 1901. La crémaillère a été supprimée en 1924 à la suite de l'amélioration des performances du matériel roulant.
- Chemin de fer à crémaillère de Stuttgart (Zacke) : ligne 10 du réseau des tramways de Stuttgart avec des remorques équipées pour le transport des vélos. De Marienplatz à Degerloch. Crémaillère Von-Roll (initialement système Riggenbach). Mise en service le 23 août 1884.

#### Bavière
- Wendelsteinbahn (ligne de Brannenburg au Wendelstein. Deux sections à crémaillère Strub. Mise en service le 12 mai 1912.
- Chemin de fer de la Zugspitze (ligne de Garmisch-Partenkirchen au sommet de la Zugspitze). Crémaillère Riggenbach. Mise en service le 19 février 1929.
- Ligne de Passau à Wegscheid. Section de Erlau à Wegscheid (2 tronçons à crémaillère). Crémaillère Riggenbach. Exploité de 1912 à 1965.

#### Hesse
- Scheldetalbahn (ligne de Wallau (Lahn) à Dillenburg). Section de Herrnberg à Hirzenhain. Crémaillère Abt. Crémaillère utilisée de 1910 à 1923.
- Niederwaldbahngesellschaft AG :
  - Niederwaldbahn (ligne de Rüdesheim am Rhein au Niederwalddenkmal). Crémaillère type Riggenbach. Exploité de 1884 à 1939.
  - Ligne de Aßmannshausen à Jagdschloß. Crémaillère Riggenbach. Exploité de 1885 à 1917.

#### Basse-Saxe
- St. Andreasberger Kleinbahn GmbH : Ligne de Saint Andreasberg West à Saint Andreasberg Stadt. Crémaillère Abt à 2 lames. Exploité du 13 juillet 1913 au 18 septembre 1957.

#### Rhénanie-du-Nord-Westphalie
- Petersbergbahn (ligne de Königswinter au Petersberg). Crémaillère Riggenbach. Exploité de 1889 à 1958.
- Drachenfelsbahn (ligne de Königswinter au Drachenfels). Crémaillère Riggenbach. Exploité à partir de 1883.
- Barmer Bergbahn (Wuppertal). Crémaillère Riggenbach. Exploité de 1894 à 1959.
- Bochum, ligne de Gussstahlfabrik à Stahlindustrie (ligne industrielle). Crémaillère Abt. Exploité de 1889 à 1930.
- Zahnradbahn Tagebau Gruhlwerk (Brühl, ligne industrielle). Crémaillère Strub. Exploité de 1927 à 1949.
- Zahnradbahn Tagebau Fortuna-Garsdorf (Bergheim, ligne minière). Crémaillère Strub. Exploité de 1949 à 1953.

#### Rhénanie-Palatinat
- Hunsrückbahn (ligne de Boppard à Simmern). Section de Boppard à Buchholz. Crémaillère Abt à 2 lames. Crémaillère employée de l'ouverture en 1907 à 1931.
- Kasbachtalbahn (ligne de Linz am Rhein à Flammersfeld). Sections de Kasbach à Kalenborn et d'Elsaff à St. Katharinen. Crémaillère Abt. Crémaillère employée de l'ouverture en 1912 à 1931.
- Brohltalbahn (ligne de Brohl à Kempenich). Section de Oberzissen à Engeln. Crémaillère Abt à 2 lames. Crémaillère employée de l'ouverture en 1901 à 1934.
- Mines de Friedrichssegen (Lahnstein). Crémaillère Riggenbach. Exploité de 1880 à 1913.

#### Saxe
- Ligne de Görlitz à Weißenberg. Section de Königshain Wald à Hilbersdorf. Crémaillère Abt. Exploité de 1904 à 1936.

#### Saxe-Anhalt
- Rübelandbahn (ligne de Blankenburg à Tanne). Plusieurs tronçons. Crémaillère Abt à 3 lames. Crémaillère employée de 1885 à 1920.
- 4 lignes industrielles

#### Schleswig-Holstein
- Zahnradbahn Zuckerfabrik Schulau (Wedel, ligne industrielle). Crémaillère Abt. Exploitée de 1901 à 1932.

#### Thuringe
- Friedbergbahn (ligne de Suhl à Schleusingen). Section de Suhl-Neundorf à Suhl-Friedberg. Crémaillère Abt à 2 lames. Crémaillère employée de l'ouverture en 1911 à 1928.
- Ligne de Plaue à Themar. Sections de Stützerbach à Rennsteig, de Rennsteig à Schleusingen, et de Schleusingen Ost à Schleusingen. Crémaillère Abt à 2 lames. Crémaillère employée de l'ouverture en 1904 à 1927.
- Ligne de Heiligenstadt à Schwebda. Crémaillère Abt. Crémaillère employée de l'ouverture en 1914 à 1922.
- 2 lignes industrielles

### Autriche

#### Basse-Autriche
- Schneebergbahn (ligne de Puchberg au Hochschneeberg). Crémaillère Abt à deux lames. Mise en service en 1897.

#### Haute-Autriche
- Ligne minière de Trimmelkam (Salzach-Kohlenbergbau-Gesellschaft).

#### Land de Salzbourg
- Schafbergbahn (ligne de St. Wolfgang au Schafbergspitze). Crémaillère Abt à deux lames. Mise en service en  1893.
- Gaisbergbahn (ligne de Salzbourg-Parsch au Gaisbergspitze). Crémaillère Riggenbach. Exploité de 1887 à 1928.

#### Styrie
- Erzbergbahn (ligne de Leoben Hbf à Hieflau). Crémaillère Abt à deux lames. Exploité de 1891 à 1978.
- Ligne minière du Erzberg.

#### Tyrol
- Achenseebahn (ligne de Jenbach à l'Achensee). Crémaillère Riggenbach. Mis en service 1889.

#### Vienne
- Kahlenbergbahn (ligne de Nussdorf au Kahlenberg). Crémaillère Riggenbach. Exploité de 1874 à 1922.

### Belgique
- Ligne industrielle à Seraing. SA d’Ougrée-Marihaye. Crémaillère Riggenbach. Exploitée de 1905 à 1928.

### Bosnie-Herzégovine
- Ligne de Goles à Donji Vakuf (section entre Komar et Sattel). Crémaillère Abt. Exploitée de 1894 à 1975.
- Ligne de Podorasac à Bradina (Ivan-Pass). Crémaillère Abt. Exploitée de 1891 à 1966.

### Espagne

#### Andalousie
- Ligne de Grenade à l'Alhambra. Crémaillère Riggenbach. Exploité de 1907 à 1946.
- Ligne de Vélez à Periana. Crémaillère Abt. Exploité de 1920 à 1960.

#### Catalogne
- Ligne de Monistrol de Montserrat à Montserrat-Monestir. Crémaillère Abt à deux lames. Exploité de 1892 à 1957. Remis en service en 2003.
- Chemin de fer à crémaillère de Núria dans le Val de Nuria. Crémaillère Abt à deux lames. Mis en service en 1931. Desserte du monastère de Núria à partir de Ribes de Freser.

### France
- Aisne, Tramway de Laon. Exploité du 9 juillet 1899 au 27 janvier 1971. Crémaillère Abt. Remplacé de 1989 à 2016 par un funiculaire Poma 2000.
- Alpes-Maritimes
  - Beausoleil - La Turbie. Exploité de 1893 à 1932. Crémaillère Riggenbach.
  - Tramway du Riviera Palace (Monaco - Beausoleil). Exploité de 1903 à la première guerre mondiale. Crémaillère Strub.le train à crémaillère de Langres

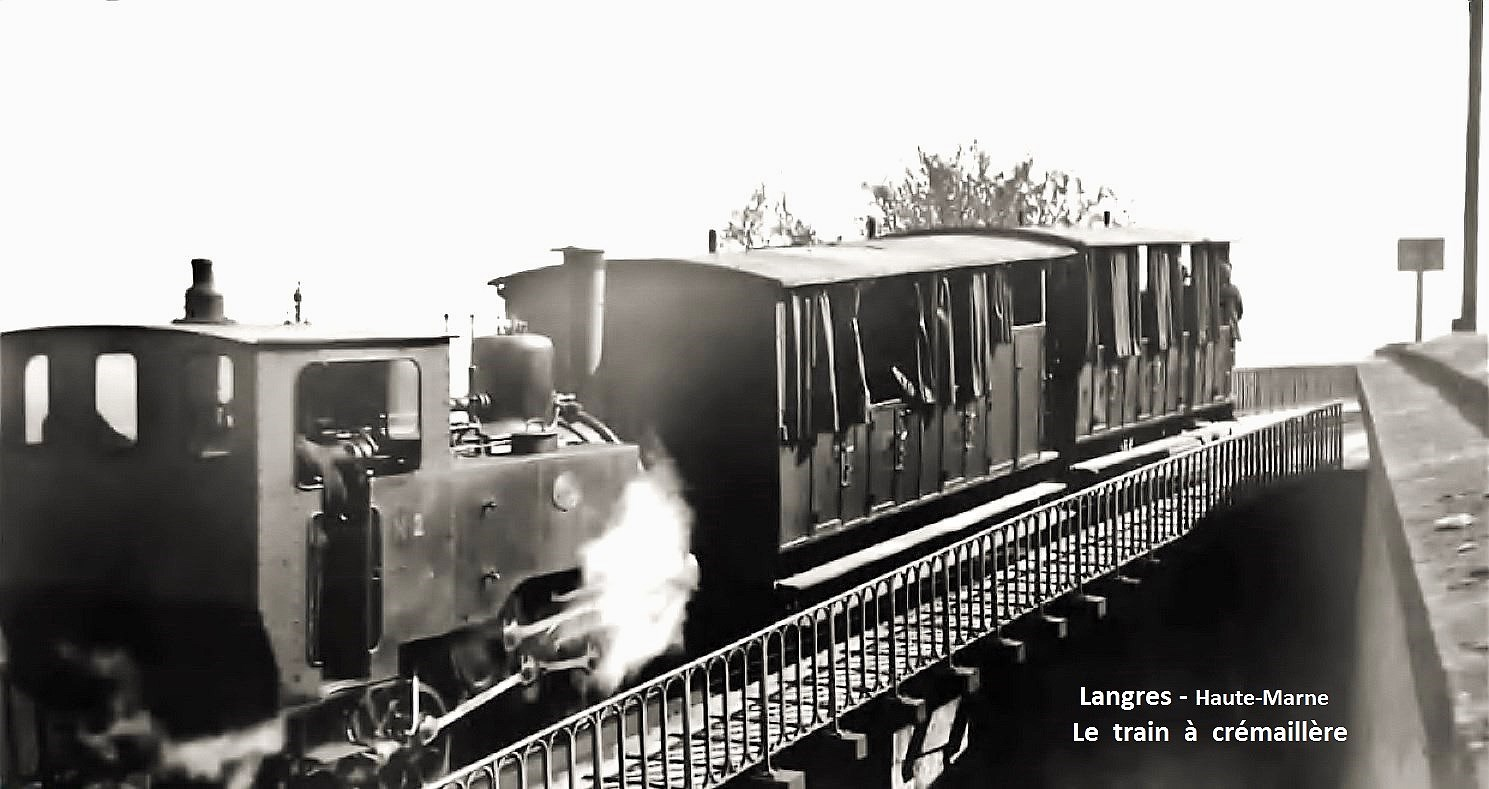
le train à crémaillère de Langres

- Haute-Garonne, Chemin de fer de Luchon  à Superbagnères. Exploité de 1912 à 1966. Crémaillère Strub.
- Haute-Marne, Chemin de fer à crémaillère de Langres. Exploité de 1887 à 1971. Crémaillère Riggenbach.
- Haut-Rhin, Tramway de Munster à la Schlucht. Exploité de 1907 à 1918. Crémaillère Strub.
- Haute-Savoie
  - Chemin de fer du Montenvers. Exploité depuis 1907. Crémaillère Strub.
  - Chemin de fer du Salève. Exploité de 1893 à 1937. Crémaillère Abt.
  - Tramway du Mont-Blanc. Exploité depuis 1906. Crémaillère Strub.
- Puy-de-Dôme.
  - Panoramique des Dômes. Ligne pour accéder au sommet du Puy de Dôme (décision du Conseil général du 28 janvier 2008, mise en service le 26 mai 2012)
- Pyrénées-Atlantiques, Chemin de fer de la Rhune. Exploité depuis 1924. Crémaillère Strub.
- Savoie
  - Chemin de fer du Mont-Revard. Exploité de 1893 à 1937. Crémaillère Abt.
  - Chemin de Fer du Mont-Cenis, où le Train Fell passait de 1865 à 1871, de St-Michel-de-Maurienne à Suse en Italie.
  - Chemin de fer industriel des ciments Chiron, de Montagnole à Chambéry (en adhérence et à crémaillère). Exploité de 1909 à 1924 par 1 puis 2 O&K à vapeur. Crémaillère Strub[3].
- Rhône
  - Lyon, chemin de fer à crémaillère Saint-Jean - Saint-Just. Exploité de 1901 à 1957. Crémaillère Abt. Funiculaire de 1878 à 1900 et à nouveau depuis 1958.
  - Ligne C du métro de Lyon. Exploité depuis 1974. Crémaillère Von-Roll. Funiculaire de 1891 à 1972.

Toutes ces lignes sont à voie métrique, à l'exception de celle du métro de Lyon qui est à voie normale (1 435 mm), et de celle des ciments Chiron qui est à voie étroite (600 mm).

### Grèce
- Chemin de fer à crémaillère de Diakofto à Kalavryta (22 km, écartement de 0,750 m).

### Hongrie
- Fogaskerekű (tramway à crémaillère de Budapest, ligne de Városmajor à Széchenyi-hegy). Crémaillère Riggenbach jusqu'en 1973, puis Strub. Mis en service en 1874.
- Ligne industrielle de l'aciérie à Salgótarján. Mis en service en 1881. Fermé.
- Ligne industrielle à Ózd. Crémaillère Abt. Mis en service en 1906. Fermé.
- Une autre ligne

### Italie

#### Frioul-Vénétie julienne
- Trenovia di Opicina (ligne de Trieste à Opicina). Section de Piazza Scorcola–Vetta à Scorcola. Crémaillère Strub. Crémaillère utilisée de l'ouverture en 1902 à 1928. Section remplacée par un système funiculaire.
- Ligne industrielle sur le port de Trieste (Cantieri Riuniti, Stabilimento Tecnico). Crémaillère Riggenbach. Exploitée de 1926 à 1966.

#### Calabre
- Ferrovie della Calabria à Catanzaro. Section de Practica à Sala. Crémaillère Strub.
- Ligne de Paola à Castiglione Cosentino. Sections de Paola à Falconara Albanese (8 km) et de San Fili à Rende. Crémaillère Strub. Exploitée de 1916 à 1987. Remplacée par un nouveau tracé.
- Ligne de Spezzano Albanese à Castrovillari (Ferrovie Calabro-Lucane). Section de Madonna della Catena à Civita. Crémaillère Strub. Exploitée de 1915 à 1978.

#### Campanie
- Ligne de Pugliano à Vesuvio Interferiore (Società Ferrovia e Funicolare Vesuviana ). Section de Centrale Elettrica à Osservatorio Eremo. Crémaillère Strub. Exploité de 1912 à 1955.

#### Ligurie
- Ligne de Genova Principe à Granarolo. Crémaillère Riggenbach. Mis en service en 1901.

#### Piémont

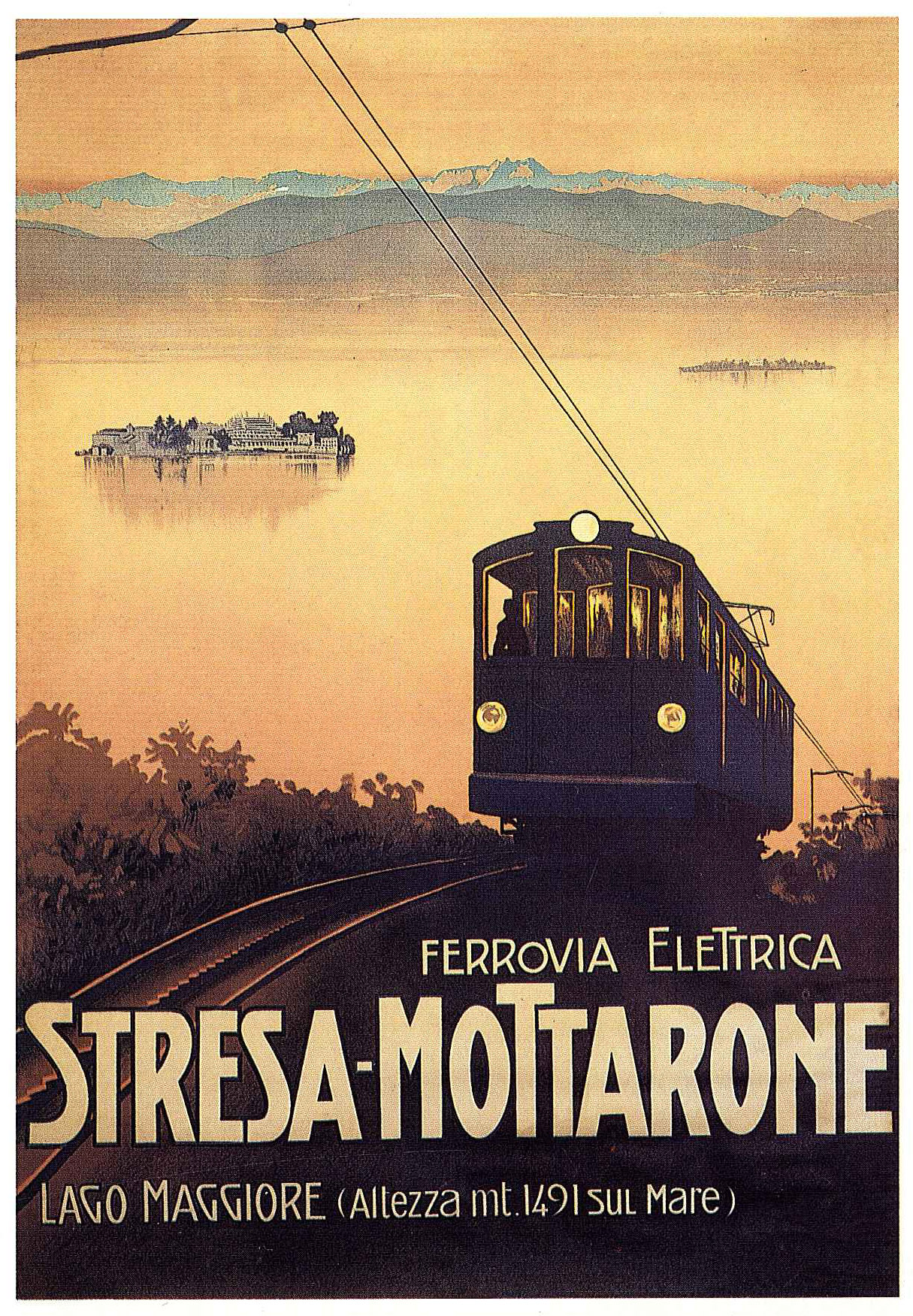
Affiche du Ferrovia elettrica Stresa Mottarone, par l'artiste Mario Borgoni.

- Ligne de Stresa à Mottarone (it) (Ferrovia Stresa-Mottarone). Sections de Stresa à Binda (1,8 km), de Vezzo à Gignese-Levo (1,9 km), de Gignese à Alpino (1,0 km) et d'Alpino au mont Mottarone. Crémaillère Abt. Exploité de 1911 à 1963.
- Chemin de fer Sassi - Superga, à Turin. Crémaillère Strub. Mis en service en 1935.

Pour mémoire (bien que n'étant pas un système de crémaillère au sens strict) : 
- Chemin de fer du Mont-Cenis où le Train Fell passait de 1865 à 1871 de St Michel de Maurienne à Susa en Italie.

#### Sicile
- Ligne de Filaga à Palazzo Adriano. Section de Prizzi à Sosio. Fermé en 1959.
- Ligne de Dittaino à Leonforte. Section de Cavalcatore à Assoro. Crémaillère Strub. Fermé en 1959.
- Ligne de Dittaino à Caltagirone. Section de Mulinello à Valguamera. Crémaillère Strub. Exploité de 1911 à 1971.
- Ligne de Lercara à Magazzolo. Section de Contuberna à San Stefano Quisquina. Crémaillère Strub. Fermé en 1959.
- Ligne d'Agrigento à Licata. Section d'Agrigento à Palma di Montechiaro. Crémaillère Strub. Fermé en 1958.

#### Toscane
- Ligne de Saline di Volterra à Volterra. Crémaillère Strub. Crémaillère utilisée de 1912 à 1958.
- Ligne de S.Ellero à Saltino. Crémaillère Strub. Exploitée de 1892 à 1922.

#### Trentin-Haut-Adige
- Ligne de Bolzano à Klobenstein (Ferrovia del Renon). Section de Bozen Rittner Bf à Maria Himmelfahrt. Crémaillère Strub. Crémaillère exploité de 1907 à 1966, puis remplacé par un téléphérique.

#### Vénétie
- Ligne de Rocchette  à Asiago (Società Veneta). Section de Cogollo à Campiello. Crémaillère Strub. Exploité de 1911 à 1958.

### Pologne
- Ligne de Belweder à Plac Unii Lubelskiej (Varsovie). Crémaillère Abt. Exploité de 1902 à 1915.

### Portugal
- Ligne de Funchal à Monte (Madère). Crémaillère Riggenbach. Exploité de 1893 à 1943.
- Ligne de Porto à Vila Nova de Gaia. Crémaillère Riggenbach. Exploité à partir de 1891. Fermé.

### République tchèque
- Ligne de Liberec à Kořenov. Crémaillère Abt à deux lames. Mis en service en 1902.

3 autres lignes ?

### Roumanie
- Ligne de Boutari à Caransebeș. Crémaillère Abt. Exploité de 1902 à 1978.

### Russie
- Ascenseur à bateaux du barrage de Krasnojarsk (Divnogorsk). Crémaillère de type Locher. Mis en service en 1976.

### Royaume-Uni
- Chemin de fer du Mont Snowdon, à Snowdonia, Pays de Galles. C'est le seul chemin de fer à crémaillère du Royaume-Uni.

### Slovaquie
- Ligne industrielle de Žakarovce à Mariánská Hut (Zsakaroczvölgyi Iparvasut). Crémaillère Riggenbach. Exploité de 1884 à 1899.
- Ligne de Štrba à Štrbské Pleso. Crémaillère Riggenbach de 1896 à 1932 (fermeture de la ligne). Rouvert en 1969 avec une crémaillère Von-Roll.
- Ligne de Jesenské à Brezno. Section de Pohronská Polhora à Tisovec. Crémaillère Abt à deux lames. Mis en service en 1896.

### Suisse
Pays qui a le plus contribué à l'évolution de la technique du chemin de fer à crémaillère, la Suisse est également le pays qui a le plus développé ce genre d'équipement, avec 40 lignes, dont 28 encore en exploitation. Outre de nombreuses lignes de montagne à vocation touristique, une des lignes du métro de Lausanne, le Métro Lausanne-Ouchy, était un chemin de fer à crémaillère. Le chemin de fer de la Jungfrau est le plus haut chemin de fer d'Europe.

## Océanie

### Australie

#### Nouvelle-Galles du Sud
- Ligne de Bullocks Flat à Blue Cow (Skitube Alpine Railway (en)). Crémaillère Von-Roll. Mis en service en 1987.
- Ligne minière souterraine à Ellalong Colliery (Newcastle Wallsend Coal Mining CO PTY LTD). Exploité de 1984 à 1997[5].

#### Queensland
- Ligne minière de Mount Morgan. Crémaillère Abt. Mis en service en 1898. Fermé

#### Tasmanie
- Ligne de Queenstown à Strahan (West Coast Wilderness Railway). Crémaillère Abt. Exploité de 1896 à 1963. Remis en service en 2003.